# Schloss Eberhardsreuth

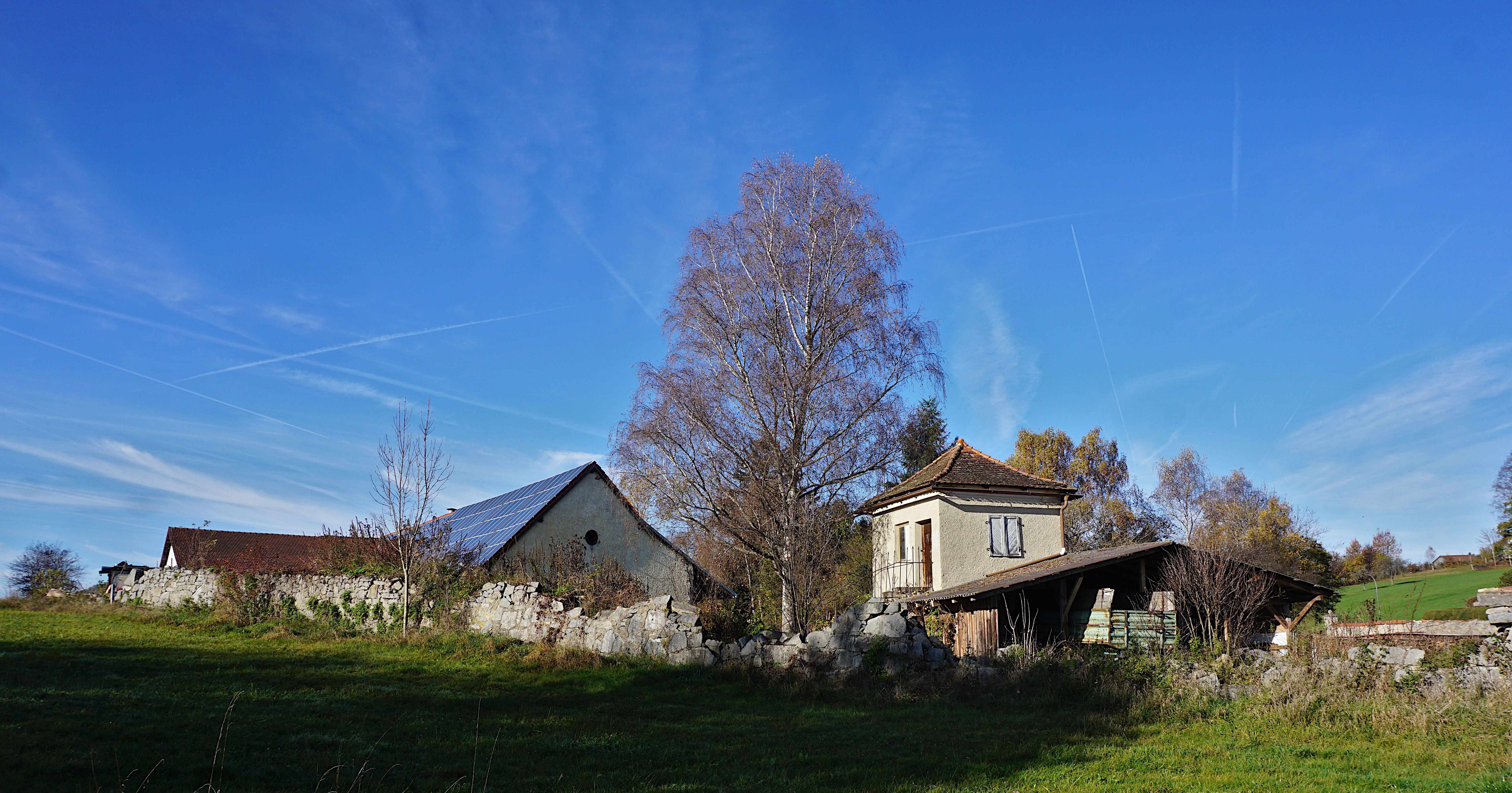
Ein Blick auf das Schlossgelände. Das Hauptgebäude ist von außen nicht sichtbar.

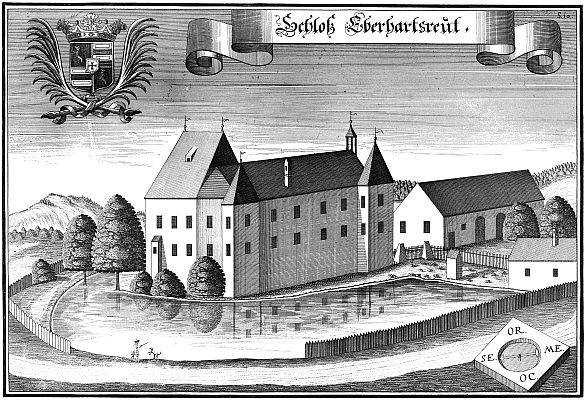
Schloss Eberhardsreuth, Kupferstich von Michael Wening (1648)

Das Schloss Eberhardsreuth ist ein Schloss in der Dorfmitte von Eberhardsreuth, einem Ortsteil des Marktes Schönberg im niederbayerischen Landkreis Freyung-Grafenau. Die Anlage wird als Bodendenkmal unter der Aktennummer D-2-7146-0003 im Bayernatlas als „untertägige Befunde des Mittelalters und der frühen Neuzeit im Bereich des Schlosses Eberhardsreuth und seiner Vorgängerbauten“ geführt. Ebenso wird es als ein denkmalgeschütztes Objekt mit der Aktennummer D-2-72-147-23 geführt.

## Geschichte
Die Burg wurde vermutlich im 13. Jahrhundert erbaut. 1423 sind hier die Herren von Weizinstorff genannt. Weitere Besitzer waren die Meilenhauser (1438), die Thumayr (1488), die Schilten (um 1500), Erasmus Walchsinger (1518) und dann das Herzogtum Bayern. 1582 kam es an die Herren von Hautzenberg, dann kam es an einen Wieninger. 1618/48 wurde das Schloss im Dreißigjährigen Krieg zerstört und danach erfolgte ein Wiederaufbau. Es folgten Herren von Stadlershausen (1702), Kajetan von Hueb und Baron von Pechmann.
Die Schlosskapelle Maria Himmelfahrt stammt aus dem 18. Jahrhundert. Sie wurde im Jahr 1820 ausgebaut und am 27. Juli 1841 vom Passauer Bischof Heinrich von Hofstätter geweiht.

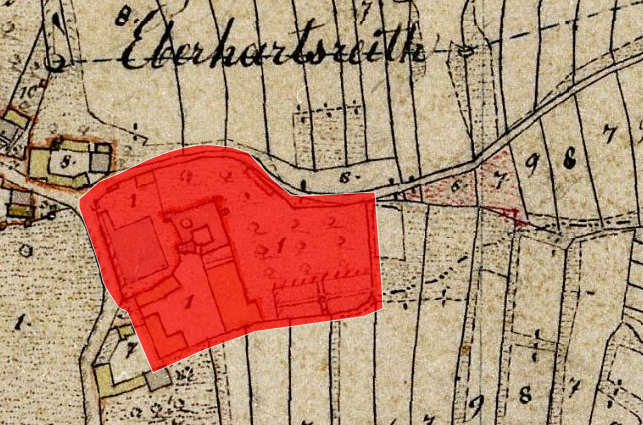
Schloss Eberhardsreuth auf dem Urkataster von Bayern

## Baubeschreibung
Das Schloss ist heute ein zweigeschossiger Vierflügelbau um einen kleinen Innenhof. Es ist mit Walmdächern und zwei Ecktürmen mit Zwiebelkuppeln ausgestattet. 1639 wurde es auf dem Grundriss eines mittelalterlichen Wasserschlosses wiedererrichtet. Eine Marmorplatte befindet sich über dem rundbogigen Eingangstor, das Schloss besitzt einen rundbogiger Torbau mit Dachreiter. Der Nordflügel stammt im Kern noch aus dem 15. Jahrhundert. Die Schlosskapelle Mariä Himmelfahrt befindet sich im südwestlichen Eckturm; sie ist wohl 1729 errichtet und 1820 erweitert und erhöht worden. Die Ringmauer besteht aus Bruchsteinmauerwerk; südöstlich, im ehemaligen Garten, befindet sich ein zweigeschossiges Häuschen mit einem flachen Walmdach.
Das Schloss dient heute als Wohngebäude und ist öffentlich nicht zugänglich.